# Pele
A pele é a camada de tecido externo geralmente macio e flexível que cobre o corpo de um animal vertebrado, com três funções principais: proteção, regulação e sensação.
Outras coberturas animais, como o exoesqueleto dos artrópodes, têm origem, estrutura e composição química de desenvolvimento diferentes. O adjetivo cutâneo significa "da pele" (do latim cutis; "pele"). Nos mamíferos, a pele é um órgão do sistema tegumentar composto de várias camadas de tecido ectodérmico e protege os músculos, ossos, ligamentos e órgãos internos subjacentes. A pele de natureza diferente existe em anfíbios, répteis e aves. A pele (incluindo tecidos cutâneos e subcutâneos) desempenha papéis cruciais na formação, estrutura e função de aparelhos extraesqueléticos, como chifres de bovídeos (por exemplo, gado) e rinocerontes, chifres de cervídeos, ossículos de girafas, osteoderma de tatus e os pênis/os clitóris.
Todos os mamíferos têm algum pelo em sua pele, até mesmo os mamíferos marinhos, como baleias, golfinhos e botos, que parecem não ter pelos. A pele faz interface com o ambiente e é a primeira linha de defesa contra fatores externos. Por exemplo, a pele desempenha um papel fundamental na proteção do corpo contra patógenos e perda excessiva de água; suas outras funções são o isolamento térmico, a termorregulação, a sensação e a produção de folatos de vitamina D. A pele gravemente danificada pode se curar com a formação de cicatrizes. Às vezes, esse tecido é descolorido e despigmentado. A espessura da pele também varia de um local para outro em um organismo. Nos seres humanos, por exemplo, a pele localizada sob os olhos e ao redor das pálpebras é a mais fina do corpo, com 0,5 mm de espessura, e é uma das primeiras áreas a apresentar sinais de envelhecimento, como "pés de galinha" e rugas. A pele das palmas das mãos e das solas dos pés é a mais espessa do corpo, com 4 mm de espessura. A velocidade e a qualidade da cicatrização de feridas na pele são promovidas pelo estrogênio.
A pelagem é um pelo denso. Principalmente, a pelagem aumenta o isolamento térmico que a pele proporciona, mas também pode servir como característica sexual secundária ou como camuflagem. Em alguns animais, a pele é muito dura e grossa e pode ser processada para criar couro. Os répteis e a maioria dos peixes têm escamas protetoras duras em sua pele, e as aves têm penas duras, todas feitas de beta-queratinas resistentes. A pele dos anfíbios não é uma barreira forte, especialmente no que diz respeito à passagem de substâncias químicas pela pele, e está frequentemente sujeita a osmose e forças difusivas. Por exemplo, uma rã sentada em uma solução anestésica seria sedada rapidamente à medida que a substância química se difundisse pela pele. A pele dos anfíbios desempenha um papel fundamental na sobrevivência e em sua capacidade de explorar uma ampla variedade de habitats e condições ecológicas.
Em 11 de janeiro de 2024, os biólogos relataram a descoberta da pele mais antiga conhecida, fossilizada há cerca de 289 milhões de anos, e é possivelmente a pele de um réptil antigo.

## Etimologia
Originalmente, a palavra skin (pele) se referia apenas a pele de animais vestida e curtida, e a palavra usual para pele humana era hide. A palavra skin é um empréstimo do nórdico antigo skinn "pele de animal, pelo", em última análise, da raiz protoindo-europeia *sek-, que significa "cortar" (provavelmente uma referência ao fato de que, naquela época, a pele de animal era comumente cortada para ser usada como vestimenta).

## Estrutura em mamíferos
A pele dos mamíferos é composta por duas camadas primárias:
- A epiderme, que fornece impermeabilização e serve como barreira contra infecções.[14]

- A derme, que serve como local para os apêndices da pele.[15]

### Epiderme
A epiderme é composta pelas camadas mais externas da pele. Ela forma uma barreira protetora sobre a superfície do corpo, responsável por manter a água no corpo e impedir a entrada de agentes patogênicos, e é um epitélio escamoso estratificado, composto de queratinócitos basais em proliferação e queratinócitos suprabasais diferenciados.
Os queratinócitos são as principais células, constituindo 95% da epiderme, enquanto as células de Merkel, os melanócitos e as células de Langerhans também estão presentes. A epiderme pode ser subdividida nos seguintes estratos ou camadas (começando pela camada mais externa):
- Estrato córneo

- Estrato lúcido (somente nas palmas das mãos e plantas dos pés)

- Estrato granuloso

- Estrato espinhoso

- Estrato basal (também chamado de estrato germinativo)

Os queratinócitos no estrato basal proliferam por mitose e as células filhas sobem nos estratos, mudando de forma e composição à medida que passam por vários estágios de diferenciação celular para, por fim, tornarem-se anucleadas. Durante esse processo, os queratinócitos se tornarão altamente organizados, formando junções celulares (desmossomos) entre si e secretando proteínas de queratina e lipídios que contribuem para a formação de uma matriz extracelular e proporcionam resistência mecânica à pele. Os queratinócitos do estrato córneo são eventualmente eliminados da superfície (descamação).
A epiderme não contém vasos sanguíneos, e as células das camadas mais profundas são nutridas por difusão dos capilares sanguíneos que se estendem até as camadas superiores da derme.

### Membrana basal
A epiderme e a derme são separadas por uma fina camada de fibras chamada membrana basal, que é formada pela ação de ambos os tecidos. A membrana basal controla o tráfego de células e moléculas entre a derme e a epiderme, mas também serve, por meio da ligação de uma variedade de citocinas e fatores de crescimento, como um reservatório para sua liberação controlada durante os processos de remodelação ou reparo fisiológico.

### Derme
A derme é a camada de pele abaixo da epiderme que consiste em tecido conjuntivo e amortece o corpo contra o estresse e a tensão. A derme fornece resistência e elasticidade à pele por meio de uma matriz extracelular composta de fibrilas de colágeno, microfibrilas e fibras elásticas, incorporadas em ácido hialurônico e proteoglicanos. Os proteoglicanos da pele são variados e têm localizações muito específicas. Por exemplo, ácido hialurônico, versicano e decorina estão presentes em toda a matriz extracelular da derme e da epiderme, enquanto biglicano e perlecano são encontrados apenas na epiderme.
Ela abriga muitos mecanorreceptores (terminações nervosas) que proporcionam a sensação de toque e calor por meio de nociceptores e termorreceptores. Também contém os folículos pilosos, as glândulas sudoríparas, as glândulas sebáceas, as glândulas apócrinas, os vasos linfáticos e os vasos sanguíneos. Os vasos sanguíneos da derme fornecem nutrição e remoção de resíduos de suas próprias células, bem como da epiderme.
Acredita-se que a derme e os tecidos subcutâneos contenham células germinativas envolvidas na formação de chifres, osteoderma e outros aparelhos extraesqueléticos em mamíferos.
A derme é firmemente conectada à epiderme por meio de uma membrana basal e é estruturalmente dividida em duas áreas: uma área superficial adjacente à epiderme, chamada de região papilar, e uma área profunda mais espessa conhecida como região reticular.

#### Região papilar
A região papilar é composta de tecido conjuntivo frouxo. Esse nome se deve às suas projeções semelhantes a dedos, chamadas papilas, que se estendem em direção à epiderme. As papilas fornecem à derme uma superfície "acidentada" que se integra com a epiderme, fortalecendo a conexão entre as duas camadas da pele.

#### Região reticular
A região reticular encontra-se profundamente na região papilar e geralmente é muito mais espessa. É composta de tecido conjuntivo irregular denso e recebe esse nome devido à densa concentração de fibras colágenas, elásticas e reticulares que se entrelaçam nela. Essas fibras proteicas conferem à derme suas propriedades de resistência, extensibilidade e elasticidade. Também estão localizados na região reticular as raízes dos cabelos, as glândulas sudoríparas, as glândulas sebáceas, os receptores cutâneos, as unhas e os vasos sanguíneos.

### Hipoderme
A hipoderme (também conhecida como tecido subcutâneo) não faz parte da pele e fica abaixo da derme. Sua finalidade é fixar a pele ao osso e ao músculo subjacentes, além de fornecer vasos sanguíneos e nervos. Ela consiste em tecido conjuntivo frouxo e elastina. Os principais tipos de células são fibroblastos, macrófagos e adipócitos (a hipoderme contém 50% da gordura corporal). A gordura serve como acolchoamento e isolamento térmico para o corpo.
Microrganismos como Staphylococcus epidermidis colonizam a superfície da pele. A densidade da flora cutânea depende da região da pele. A superfície da pele desinfetada é recolonizada por bactérias que residem nas áreas mais profundas do folículo piloso, do tubo digestivo e do sistema urogenital.

## Estrutura em peixes, anfíbios, aves e répteis

### Peixes
A epiderme dos peixes e da maioria dos anfíbios consiste inteiramente de células vivas, com apenas quantidades mínimas de queratina nas células da camada superficial. Ela é geralmente permeável e, no caso de muitos anfíbios, pode ser, na verdade, um importante órgão respiratório. A derme dos peixes ósseos normalmente contém relativamente pouco do tecido conjuntivo encontrado nos tetrápodes. Em vez disso, na maioria das espécies, ela é amplamente substituída por escamas ósseas sólidas e protetoras. Com exceção de alguns ossos dérmicos particularmente grandes que formam partes do crânio, essas escamas são perdidas nos tetrápodes, embora muitos répteis tenham escamas de um tipo diferente, assim como os pangolins. Os peixes cartilaginosos têm vários dentículos semelhantes a dentes embutidos na pele, no lugar de escamas verdadeiras.
As glândulas sudoríparas e as glândulas sebáceas são exclusivas dos mamíferos, mas outros tipos de glândulas da pele são encontrados em outros vertebrados. Os peixes normalmente têm várias células individuais da pele secretoras de muco que ajudam no isolamento térmico e na proteção, mas também podem ter glândulas de veneno, fotóforos ou células que produzem um fluido mais aquoso e seroso. Nos anfíbios, as células de muco são reunidas para formar glândulas semelhantes a sacos. A maioria dos anfíbios vivos também possui glândulas granulares na pele, que secretam compostos irritantes ou tóxicos.
Embora a melanina seja encontrada na pele de muitas espécies, nos répteis, anfíbios e peixes, a epiderme costuma ser relativamente incolor. Em vez disso, a cor da pele se deve em grande parte aos cromatóforos na derme, que, além da melanina, podem conter pigmentos de guanina ou carotenoides. Muitas espécies, como camaleões e linguados, podem mudar a cor da pele ajustando o tamanho relativo de seus cromatóforos.

### Anfibios

#### Visão geral
Os anfíbios possuem dois tipos de glândulas, mucosas e granulares (serosas). Essas duas glândulas fazem parte do tegumento e, portanto, são consideradas cutâneas. As glândulas mucosas e granulares são divididas em três seções diferentes que se conectam para estruturar a glândula como um todo. As três partes individuais da glândula são o ducto, a região intercalar e, por último, a glândula alveolar. Estruturalmente, o ducto é derivado dos queratinócitos e passa pela superfície da camada epidérmica ou externa da pele, permitindo assim as secreções externas do corpo. O alvéolo da glândula é uma estrutura em forma de saco que se encontra na região inferior ou base da glândula granulosa. As células dessa glândula são especializadas em secreção. Entre a glândula alveolar e o ducto está o sistema intercalar, que pode ser resumido como uma região de transição que conecta o ducto ao grande alvéolo sob a camada epidérmica da pele. Em geral, as glândulas granulares são maiores em tamanho do que as glândulas mucosas, que são maiores em número.

#### Glândulas granulares

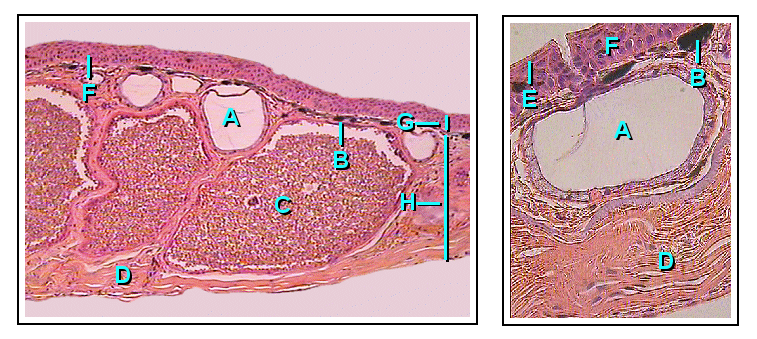
Anatomia da glândula da rã - A: Glândula mucosa (alvéolo), B: Cromóforo, C: Glândula granulosa (alvéolo), D: Tecido conjuntivo, E: Estrato córneo, F: Zona de transição (região intercalar), G: Epiderme (onde reside o ducto), H: Derme.

As glândulas granulares podem ser identificadas como peçonhentas e geralmente diferem no tipo de toxina, bem como nas concentrações de secreções em várias ordens e espécies de anfíbios. Elas estão localizadas em grupos que diferem em concentração, dependendo da espécie de anfíbio. As toxinas podem ser fatais para a maioria dos vertebrados ou não ter efeito contra outros. Essas glândulas são alveolares, o que significa que, estruturalmente, elas têm pequenos sacos nos quais o veneno é produzido e mantido antes de ser secretado em comportamentos defensivos.
Estruturalmente, os dutos da glândula granular mantêm inicialmente um formato cilíndrico. Quando os dutos amadurecem e se enchem de fluido, a base dos dutos fica inchada devido à pressão interna. Isso faz com que a camada epidérmica forme uma abertura semelhante a uma fossa na superfície do ducto, na qual o fluido interno será secretado de forma ascendente.
A região intercalar das glândulas granulares é mais desenvolvida e madura em comparação com as glândulas mucosas. Essa região reside em um anel de células que circunda a porção basal do ducto e que, segundo se argumenta, tem uma natureza muscular ectodérmica devido à sua influência sobre o lúmen (espaço dentro do tubo) do ducto com funções de dilatação e constrição durante as secreções. As células são encontradas radialmente ao redor do ducto e fornecem um local de fixação distinto para as fibras musculares ao redor do corpo da glândula.
O alvéolo da glândula é um saco que é dividido em três regiões/camadas específicas. A camada externa ou túnica fibrosa é composta de tecido conjuntivo densamente compactado que se conecta com as fibras da camada intermediária esponjosa, onde residem as fibras elásticas e os nervos. Os nervos enviam sinais para os músculos e para as camadas epiteliais. Por fim, o epitélio ou túnica própria envolve a glândula.

#### Glândulas mucosas
As glândulas mucosas não são venenosas e oferecem aos anfíbios uma funcionalidade diferente da granular. As glândulas mucosas cobrem toda a área da superfície do corpo do anfíbio e são especializadas em manter o corpo lubrificado. Há muitas outras funções das glândulas mucosas, como controle do pH, termorregulação, propriedades adesivas ao ambiente, comportamento antipredador (viscoso ao agarrar), comunicação química e até mesmo propriedades antibacterianas e antivirais para proteção contra patógenos.
Os dutos da glândula mucosa aparecem como tubos verticais cilíndricos que rompem a camada epidérmica até a superfície da pele. As células que revestem o interior dos ductos são orientadas com seu eixo longitudinal formando ângulos de 90 graus em torno do ducto de forma helicoidal.
As células intercalares reagem de forma idêntica às das glândulas granulares, mas em uma escala menor. Entre os anfíbios, há espécies que contêm uma região intercalar modificada (dependendo da função das glândulas), mas a maioria compartilha a mesma estrutura.
As glândulas alveolares ou mucosas são muito mais simples e consistem apenas em uma camada de epitélio, além de tecido conjuntivo que forma uma cobertura sobre a glândula. Essa glândula não possui uma túnica própria e parece ter fibras delicadas e intrincadas que passam sobre as camadas muscular e epitelial da glândula.

### Aves e répteis
A epiderme das aves e dos répteis é mais parecida com a dos mamíferos, com uma camada de células mortas cheias de queratina na superfície, para ajudar a reduzir a perda de água. Um padrão semelhante também é observado em alguns dos anfíbios mais terrestres, como os sapos. Nesses animais, não há uma diferenciação clara da epiderme em camadas distintas, como ocorre nos seres humanos, e a mudança no tipo de célula é relativamente gradual. A epiderme dos mamíferos sempre possui pelo menos um estrato basal e um estrato córneo, mas as outras camadas intermediárias encontradas em humanos nem sempre são distinguíveis. Os pelos são uma característica distintiva da pele dos mamíferos, enquanto as penas são (pelo menos entre as espécies vivas) igualmente exclusivas das aves.
As aves e os répteis têm relativamente poucas glândulas na pele, embora possa haver algumas estruturas para fins específicos, como as células secretoras de feromônio em alguns répteis ou a glândula uropigial da maioria das aves.

## Desenvolvimento
As estruturas cutâneas surgem da epiderme e incluem uma variedade de características, como cabelos, penas, garras e unhas. Durante a embriogênese, a epiderme se divide em duas camadas: a periderme (que é perdida) e a camada basal. A camada basal é uma camada de células-tronco e, por meio de divisões assimétricas, torna-se a fonte de células da pele durante toda a vida. Ela é mantida como uma camada de células-tronco por meio de um sinalizador autócrino, o TGF alfa, e por meio de sinalização parácrina do FGF7 (fator de crescimento de queratinócitos) produzido pela derme abaixo das células basais. Em camundongos, a superexpressão desses fatores leva a uma superprodução de células granulares e pele espessa.
Os cabelos e as penas são formados em um padrão regular e acredita-se que sejam o resultado de um modelo de reação-difusão. Esse modelo combina um ativador, Sonic hedgehog, com um inibidor, BMP4 ou BMP2, para formar grupos de células em um padrão regular. As células epidérmicas que expressam o Sonic hedgehog induzem a condensação de células na mesoderme. Os grupos de células mesodérmicas sinalizam de volta para a epiderme para formar a estrutura apropriada para aquela posição. Os sinais de BMP da epiderme inibem a formação de placódios na ectoderme próxima.
Acredita-se que a mesoderme define o padrão. A epiderme instrui as células mesodérmicas a se condensarem e, em seguida, a mesoderme instrui a epiderme sobre a estrutura a ser formada por meio de uma série de induções recíprocas. Os experimentos de transplante envolvendo epiderme de rã e tritão indicaram que os sinais mesodérmicos são conservados entre as espécies, mas a resposta epidérmica é específica da espécie, o que significa que a mesoderme instrui a epiderme sobre sua posição e a epiderme usa essa informação para criar uma estrutura específica.

## Funções
A pele desempenha as seguintes funções:
1. Proteção: Uma barreira anatômica contra patógenos e danos entre o ambiente interno e externo na defesa do corpo.  As células de Langerhans na pele fazem parte do sistema imunológico adaptativo.[4][5]

1. Sensação: contém uma variedade de terminações nervosas que se adaptam ao calor e ao frio, ao toque, à pressão, à vibração e à lesão tecidual.

1. Termorregulação: As glândulas merócrinas (suor) e os vasos sanguíneos dilatados (aumento da perfusão superficial) auxiliam na perda de calor, enquanto os vasos constritos reduzem muito o fluxo sanguíneo cutâneo e conservam o calor. Nos mamíferos, os músculos eretores do pelo ajustam o ângulo das hastes dos pelos para alterar o grau de isolamento térmico proporcionado.

1. Controle da evaporação: A pele fornece uma barreira relativamente seca e semipermeável para reduzir a perda de fluidos.[5]

1. Armazenamento e biossíntese: Atua como um centro de armazenamento de lipídios e água.

1. Absorção pela pele: oxigênio, nitrogênio e dióxido de carbono podem se difundir na epiderme em pequenas quantidades; alguns animais usam a pele como único órgão respiratório (em humanos, as células que compreendem os 0,25-0,40 mm mais externos da pele são "quase exclusivamente supridas por oxigênio externo", embora a "contribuição para a respiração total seja insignificante").[41] Alguns medicamentos são absorvidos pela pele.

1. Resistência à água: A pele atua como uma barreira resistente à água para que os nutrientes essenciais não sejam eliminados do corpo. Os nutrientes e óleos que ajudam a hidratar a pele são cobertos pela camada mais externa da pele, a epiderme. Isso é ajudado em parte pelas glândulas sebáceas que liberam sebo, um líquido oleoso. A água em si não causará a eliminação de óleos na pele, porque os óleos que residem na derme fluem e seriam afetados pela água sem a epiderme.[42]

1. Camuflagem: Quer a pele esteja nua ou coberta de pelos, escamas ou penas, as estruturas da pele fornecem coloração e padrões de proteção que ajudam a esconder os animais de predadores ou presas.[43]

### Tecido mole
A pele é um tecido mole e apresenta os principais comportamentos mecânicos desses tecidos. A característica mais pronunciada é a resposta de tensão e deformação da curva em J, na qual existe uma região de grande deformação e tensão mínima, que corresponde ao endireitamento microestrutural e à reorientação das fibrilas de colágeno. Em alguns casos, a pele intacta é pré-alongada, como nos trajes de mergulho ao redor do corpo do mergulhador, e em outros casos a pele intacta está sob compressão. Pequenos orifícios circulares perfurados na pele podem se alargar ou se fechar em elipses, ou encolher e permanecer circulares, dependendo das tensões preexistentes.

### Envelhecimento
A homeostase dos tecidos geralmente diminui com a idade, em parte porque as células-tronco/progenitoras não conseguem se autorrenovar ou se diferenciar. O envelhecimento da pele é causado, em parte, pelo TGF-β, que bloqueia a conversão de fibroblastos dérmicos em células adiposas que fornecem suporte. As alterações comuns na pele como resultado do envelhecimento variam de rugas, descoloração e flacidez da pele, mas podem se manifestar em formas mais graves, como doenças de pele. Além disso, esses fatores podem ser agravados pela exposição ao sol em um processo conhecido como fotoenvelhecimento.